# Olympische Sommerspiele 2000/Teilnehmer (Guinea)
| Gelbes Symbol für Goldmedaillen mit stilisierten Olympischen Ringen | Graues Symbol für Silbermedaillen mit stilisierten Olympischen Ringen | Braundes Symbol für Bronzemedaillen mit stilisierten Olympischen Ringen |
| ------------------------------------------------------------------- | --------------------------------------------------------------------- | ----------------------------------------------------------------------- |
| —                                                                   | —                                                                     | —                                                                       |

Guinea nahm an den Olympischen Sommerspielen 2000 in der australischen Metropole Sydney mit einer Delegation aus fünf Athleten teil.
Für das afrikanische Land war es seit 1968 die siebte Teilnahme an Olympischen Sommerspielen.

## Flaggenträger
Wie schon 1996, trug der Sprinter Joseph Loua auch diesmal die Flagge Guineas während der Eröffnungsfeier im Stadium Australia.

## Teilnehmer nach Sportarten

### Leichtathletik
Männer
- Joseph Loua
200 m: 21,60 s (nicht für die nächste Runde qualifiziert)

Frauen
- M’Mah Touré
100 m: 12,82 s (nicht für die nächste Runde qualifiziert)

### Boxen
Männer
- Sidy Sandy
Halbmittelgewicht: Niederlage gegen José Luis Zertuche (nicht für die nächste Runde qualifiziert)

### Schwimmen
Männer
- Facinet Bangoura
100 m Brust: disqualifiziert

Frauen
- Aissatou Barry
50 m Freistil: 35,79 s (nicht für die nächste Runde qualifiziert)